# Fiodor Pawłow-Andriejewicz
Fiodor Borisowicz Pawłow-Andriejewicz (ur. 14 kwietnia 1976 w Moskwie) – rosyjski artysta plastyk, performer, reżyser filmowy i dziennikarz.
W 1999 ukończył filologię literatury i dziennikarstwo na Uniwersytecie Moskiewskim, a następnie skupił się nad działalnością artystyczną. Jego działania mają na celu wywołanie reakcji widza na obserwowane zdarzenia artystyczne. Początkowo jego działania ograniczały się do pojedynczych akcji plenerowych podczas których obserwował komunikację pomiędzy artystą a publicznością. Jego instalacje i performance były prezentowane w Rosji, Stanach Zjednoczonych, Brazylii i Wielkiej Brytanii. Fiodor Pawłow-Andriejewicz uczestniczy w międzynarodowych wystawach i biennale m.in. w 2010 w Stambule. Był redaktorem naczelnym czasopism m.in. "Nie spać!", "Młot", "Jestem młody", "Do 16 lat i więcej", "Cena sukcesu". Jako reżyser zadebiutował realizacją filmu "BiFem" opartego na twórczości Ludmiły Pietruszewskiej, w 2009 wyreżyserował "Starą kobietę" na motywach opowiadań Daniiła Charmsa. W telewizji prowadził autorski program "Modni ludzie" oraz założył agencję PR "Face fashion". Od 2010 jest dyrektorem artystycznym moskiewskiej "Galerii na Solance", w tym samym roku zadebiutował jako prozaik powieścią "Spóźniony romans". W 2011 razem z Mariną Abramović napisał książkę o przyszłości sztuki performance. Zainicjował powstanie festiwalu sztuki PYRFYR w Moskwie.
Syn pisarki Ludmiły Pietruszewskiej i zmarłego w 2009 dyrektora "Galerii na Solance" Borisa Pawłowa.

## Wybrane wystawy
- "Hygiene" (2009) Nowy Jork;
- "My Mouth Is a Temple" (2009) Manchester;
- "Whose Smell is This?" (2010) Nowy Jork;
- "The Great Vodka River" (2010) Miami;
- "Photobody" (2011) Stambuł.